# Ваньо Шарков
Ваньо Евгениев Шарков е български лекар и политик, народен представител в XL и XLI народно събрание. Заместник-министър на здравеопазването в кабинета Борисов II от 2014 г.

## Биография
Роден е на 25 септември 1962 г. в Белоградчик, България. През 1988 г. завършва Медицинска академия в Плевен. Има и магистърска степен по Здравен мениджмънт.
Владее сърбохърватски език. По професия е лекар. Негови любими музикални групи са: Бийтълс, Ролинг Стоунс, Куийн, Лед Цепелин, Дийп Пърпъл. До 26 ноември 2012 г. е член на СДС, когато заедно с няколко свои съпартийци е изключен от председателя на партията Емил Кабаиванов.

### Трудов опит
От 1999 до 2002 г. е директор на МБАЛ – Свищов. От 2002 до 2004 г. е директор на Центъра за спешна медицинска помощ София област.

### Политическа кариера
Д-р Шарков е бил два мандата председател на Общинския съвет на СДС в Свищов. От 2002 до 2012 г. Шарков е член на НИС на СДС, а от 2004 до 2009 г. е главен секретар на партията. Народен представител е в XL и XLI народно събрание.
В качеството си на депутат има множество изказвания и въпроси за Парламентарен контрол. Автор на закона, с който са забранени нощните екскурзии на деца, за да не се повтаря трагедията в река Лим. Многократно е вносител на промени в изборното Законодателство за диференцирана ставка на ДДС за лекарства, храни и печатни издания.
От 2014 г. е заместник-министър на здравеопазването в кабинета Борисов II.